# Hōjō Morotoki
Hōjō Morotoki est un nom japonais traditionnel ; le nom de famille (ou le nom d'école), Hōjō, précède donc le prénom (ou le nom d'artiste).
Hōjō Morotoki (北条 師時, 1275 ?-3 novembre 1311) du clan Hōjō est le dixième shikken (1301-1311) du bakufu Kamakura et dirige le Japon de 1301 à 1311.
Fils de Hōjō Munemasa, il est donc petit-fils du cinquième shikken, Hōjō Tokiyori.
Il fonde avec son père le temple Jōchi-ji entre 1281 et 1283.
Il succède en 1301 à son cousin Hōjō Sadatoki à la fonction de shikken après la démission et l'entrée dans les ordres de ce dernier. Sadatoki reste cependant tokusō (chef du clan Hōjō) et dirige de facto jusqu'à sa mort en 1311 (Ocho 1, 9e mois) à l'âge de trente-sept ans.

## Source de la traduction
- (nl) Cet article est partiellement ou en totalité issu de l’article de Wikipédia en néerlandais intitulé « Hojo Morotoki » (voir la liste des auteurs).